# Hériménil
Hériménil is een gemeente in het Franse departement Meurthe-et-Moselle in de regio Grand Est. De plaats maakt deel uit van het arrondissement Lunéville en sinds 22 maart 2015 van het kanton Lunéville-2, toen het kanton Lunéville-Sud, waar Hériménil daarvoor deel van uitmaakte, werd opgeheven. Hériménil telde op 1 januari 2022 903 inwoners.

## Geografie
De oppervlakte van Hériménil bedroeg op 1 januari 2022 12,48 vierkante kilometer; de bevolkingsdichtheid was toen 72,4 inwoners per km².

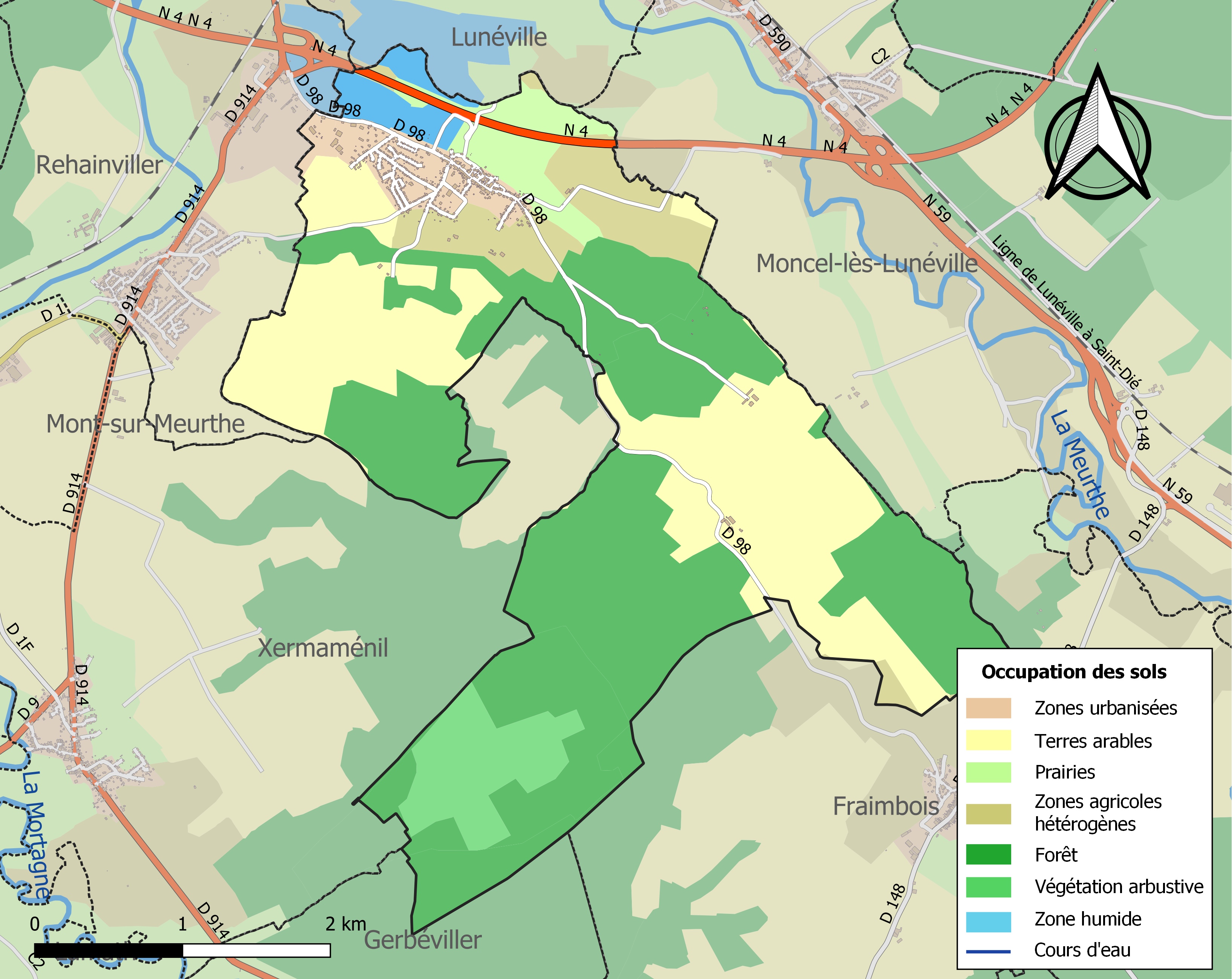
Kaart van de gemeente met de belangrijkste infrastructuur, bodemgebruik en omliggende gemeenten

## Demografie
De figuur toont het verloop van het inwonertal (bron: INSEE-tellingen).